# Connexions Productions
Connexions Productions est une société de production bilingue à service complet travaillant dans les domaines de la télévision, du cinéma, du Web et de nouveaux médias. Établie à Moncton, Nouveau-Brunswick en 1992 par François Savoie, la maison du production est située à Halifax, Nouvelle-Écosse depuis 2015.

## Description
Connexions Productions développe et crée du contenu multimédia pour la télévision, le cinéma, du web et médias sociaux. Ses productions sont concentrées dans le contenu documentaire, dramatique, de variétés et jeunesse en français et anglais et compte plus de 1 000 heures de productions.
Leurs équipes de tournage ont travaillée dans 42 différents pays, à travers six continents, en ramassant des images, des musiques, des souvenirs, des visages et des témoignages réunis pour raconter des histoires visuelles.
La société de production a produit des émissions pour les chaînes télé: RDS, TV5 Unis, APTN, Ici ARTV, Ici Radio-Canada, History Channel, Discovery Channel, RDS, TFO, CBC, Super écran, TMN et Movie Central.

## Programmation

### Télévision - productions en cours
| Titre                          | Description | Dates de diffusion | N° de saisons | N° de épisodes | Diffuseur         |
| ------------------------------ | --- | ------------------ | ------------- | -------------- | ----------------- |
| Trajectoires                   | Des joueurs de hockey retraités racontent leur cheminement vers la Ligue nationale de hockey. | 2014 – 2022        | 8             | 66             | Réseau des sports |
| Le sens du punch               | Chaque saison suit le parcours d’un humoriste francophone, sur les routes du pays, alors qu’il cherche la recette parfaite pour écrire et présenter son nouveau one-man-show. | 2019 – 2021        | 3             | 36             | Unis              |
| Mix sonore                     | Martha Wainwright partage la scène avec des artistes invités francophones et anglophones, provenant d’un bout à l’autre du pays du Canada et d’horizons musicaux différents. | 2020, 2022         | 2             | 26             | Unis              |
| Comme dans l'espace            | Émission jeunesse pour les 9-12 ans conçue pour l'éducation de la science du cosmos en faisant les expériences sur Terre. | 2020               | 1             | 13             | Unis              |
| Sexe + techno                  | Jean-Michel Vanasse et Marilou Éthier animent cette série télévisée qui explore les nouvelles technologies qui transforment notre rapport à la sexualité. | 2021               | 1             | 13             | Unis              |
| Les quatre coins de l'assiette | Cette série voyage à travers le Canada avec l'animatrice Jessica Emin, à la rencontre des chefs de la cuisine gastronomique et des gens derrière les ingrédients locaux qui inspirent la création d'un plat original.                                                                                             | 2022               | 1             | 8              | ICI Radio-Canada  |
| Garde partagée                 | Coproduite avec Botsford Media, Garde partagée est une série comique à sketches qui jette un regard humoristique sur les nombreux défis auxquels sont confrontés les parents seuls ou célibataires. Cette production acadienne met en valeur des talents locaux avec plus de 74 acteurs, dont environ 30 enfants. | 2022               | 1             | 13             | Unis              |
| La Grande Veillée              | Coproduite avec Productions l'Entrepôt, La Grande Veillée est une célébration de la musique traditionnelle et folklorique de l'Amérique francophone animée par Stéphane Archambault. | 2022               | 1             | 12             | ICI Radio-Canada  |

### Télévision - productions passées
| Titre                     | Description | Dates de diffusion | N° de saisons | N° de épisodes | Diffuseur                                    |
| ------------------------- | --- | ------------------ | ------------- | -------------- | -------------------------------------------- |
| Turning Points of History | | 1997 – 2008        | 9             |                |                                              |
| Pour l'amour du country   | Animée par Patrick Norman, l'émission présente des chanteurs de la scène country franco-canadienne. | 2001 – 2018        | 16            | 170            | ICI ARTV                                     |
| La Sagouine               | Basé sur la pièce de théâtre d'Antonine Maillet, Viola Léger joue le rôle principal dans cette version télévisée de l'histoire. | 2006               | 1             | 12             | ICI Radio-Canada Télé                        |
| Makusham                  | Animé par Florent Vollant, des artistes sont réunis pour partager leur musique, leur langue et leur culture sur la même scène. | 2010 – 2013        | 2             |                |                                              |
| Cépages                   | Animé par Jean-François Breau initie le public au monde de la vinification et présente différents vins et vignobles du Canada. | 2011               | 1             |                |                                              |
| Clé du studio             | Chaque semaine, deux jeunes auteurs-compositeurs-interprètes se rencontre pour faire connaissance et pour partager leur musique. | 2016               | 1             |                |                                              |
| Spaceman and Robotron     | Un dessin animé acadien qui transporte la culture acadienne dans l'espace. | 2018               |               |                | Télétoon (Canada)                            |
| Vague de L'Acadie         | Le musicien et chanteur Joseph Edgar part à la découverte du dernier phénomène, la popularité d'une nouvelle génération d'artistes acadiens du Canada atlantique.                                                                                                  | 2018               | 1             | 2              |                                              |
| Tout simplement country   | L'émission présente des chanteurs de la scène country franco-canadienne, animée par Guylaine Tanguay. | 2019 – 2022        | 3             | 36             | ICI ARTV                                     |
| Wild Game                 | Le chef Rich Francis explore la nourriture et la culture des Premières nations du Canada. Avec ses compétences culinaires et le savoir-faire de ses invités, il prépare un plat traditionnel en utilisant des techniques centenaires pour créer de nouveaux plats. | 2020               | 1             | 9              | Réseau de télévision des peuples autochtones |

### Film
| Titre                   | Description                                                | Dates de diffusion |
| ----------------------- | ---------------------------------------------------------- | ------------------ |
| Le Gang des hors-la-loi | Un groupe d'enfants qui se battent pour ce qu'ils veulent. | 2014               |
| Night Blooms            |                                                            | 2019               |

## Prix et nominations

### Prix
- 2020 Tout simplement country 1 Gala Country - Émission de télévision de l’année[12]
- 2019 Vague d'Acadie - Around International Film Festival - Best Feature Documentary[13]
- 2019 Spaceman and Robotron - Screen Nova Scotia - Best Animated Series
- 2018 Vague d'Acadie - American Tracks Music Award (Los Angeles, É-U) - Best Music Documentary or Behind the Scenes[14]
- 2018 Vague d'Acadie - 6e Festival International AARF (Paris, France) - Meilleur documentaire[14]
- 2018 Vague d'Acadie - The Scene Festival (Washington DC, É-U) - Special mention
- 2018 Pour l'amour du country 16 - Gala Country - Émission de télévision de l’année[15]
- 2017 Pour l'amour du country 15 - Gala Country - Émission de télévision de l’année[16]
- 2016 Pour l'amour du country 14 - Gala Country - Émission de télévision de l’année'
- 2015 la Gang des Hors-la-loi - Prague Intl Film Festival - Prix du public
- 2015 la Gang des Hors-la-loi - Fest Intl Reel 2 Real - Meilleur film (jeunes)
- 2015 la Gang des Hors-la-loi - Film pour enfants (Seattle) - Prix spécial du jury
- 2013 One Man - Ice Awards - Best of show[17]
- 2006 Connections Productions - RPMCQ - Média pour le Rayonnement de la Musique Country
- 2006 La Sagouine - Festival des créations télévisuelles de Luchon Prix honorifique - meilleure actrice Viola Léger[18]
- 2006 La Sagouine - Festival des créations télévisuelles de Luchon Coup de cœur du jury - Phil Comeau Réalisateur[18]
- 2000 Turning Points of History - CBC Hot Docs - Best Series Series producers: Laszlo, Barna, Frank Savoie, Alan Mendelsohn
- Prix La Vague - Festival international du cinéma francophone en Acadie - Meilleure œuvre acadienne

### Nominations
- 2022 Comme dans l'espace - Prix Gémeaux (Montréal, Québec) - Meilleure premier rôle féminin : jeunesse, Meilleure premier rôle masculin : jeunesse et Meilleure recherche : jeunesse[19].
- 2018 Vague d'Acadie - Prix Gémeaux (Montréal, Québec) - La meilleure émission ou série documentaire traitant d’arts et de culture.[20]
- 2015 Trajectoires 2 - Prix Gémeaux (Montréal, Québec) - Meilleure production numérique (site web ou application mobile) pour une émission ou série: affaires publiques, magazine, sport[21]
- 2014 la Gang des Hors-la-loi - Zlín International Film Festival for Children and Youth -Children's Jury Main Prize et Golden Slipper[22]